# 이스트먼 스쿨 오브 뮤직
이스트먼 스쿨 오브 뮤직(Eastman School of Music) 또는 이스트먼 음악대학은 미국 뉴욕주 로체스터에 위치한 사립 연구형 대학인 로체스터 대학교의 음악 학교이다. 1921년 조지 이스트먼에 의해 설립되었다.
학생들은 미국의 거의 모든 주들이 출신이며 약 25%는 유학생으로 이루어져 있다.